# Borsdorf
Borsdorf este o comună din landul Saxonia, Germania. Se află la o altitudine de 152 m deasupra nivelului mării. Are o suprafață de 15,64 km². Populația este de 8.265 locuitori, determinată în 30 septembrie 2019, prin actualizare statistică[*].